# Slatino (Tearce)
Slatino (makedonsky: Слатино, albánsky: Sllatinë) je vesnice v Severní Makedonii. Nachází se v opštině Tearce v Položském regionu.

## Historie
Vesnice Slatino je zmiňována již v letech 1467 a 1468 jako součást Osmanské říše, konkrétně Tetovské oblasti, pod názvem Islatina. Podle záznamů zde žilo 64 rodin, 4 svobodní a 4 vdovy. Obyvatelstvo bylo čistě křesťanské.

## Demografie
Podle sčítání lidu z roku 2021 žije ve vesnici 4 112 obyvatel. Etnické skupiny jsou:
- Albánci – 4 018
- Makedonci – 11
- Romové – 7
- ostatní – 75